# Privilegium bílé

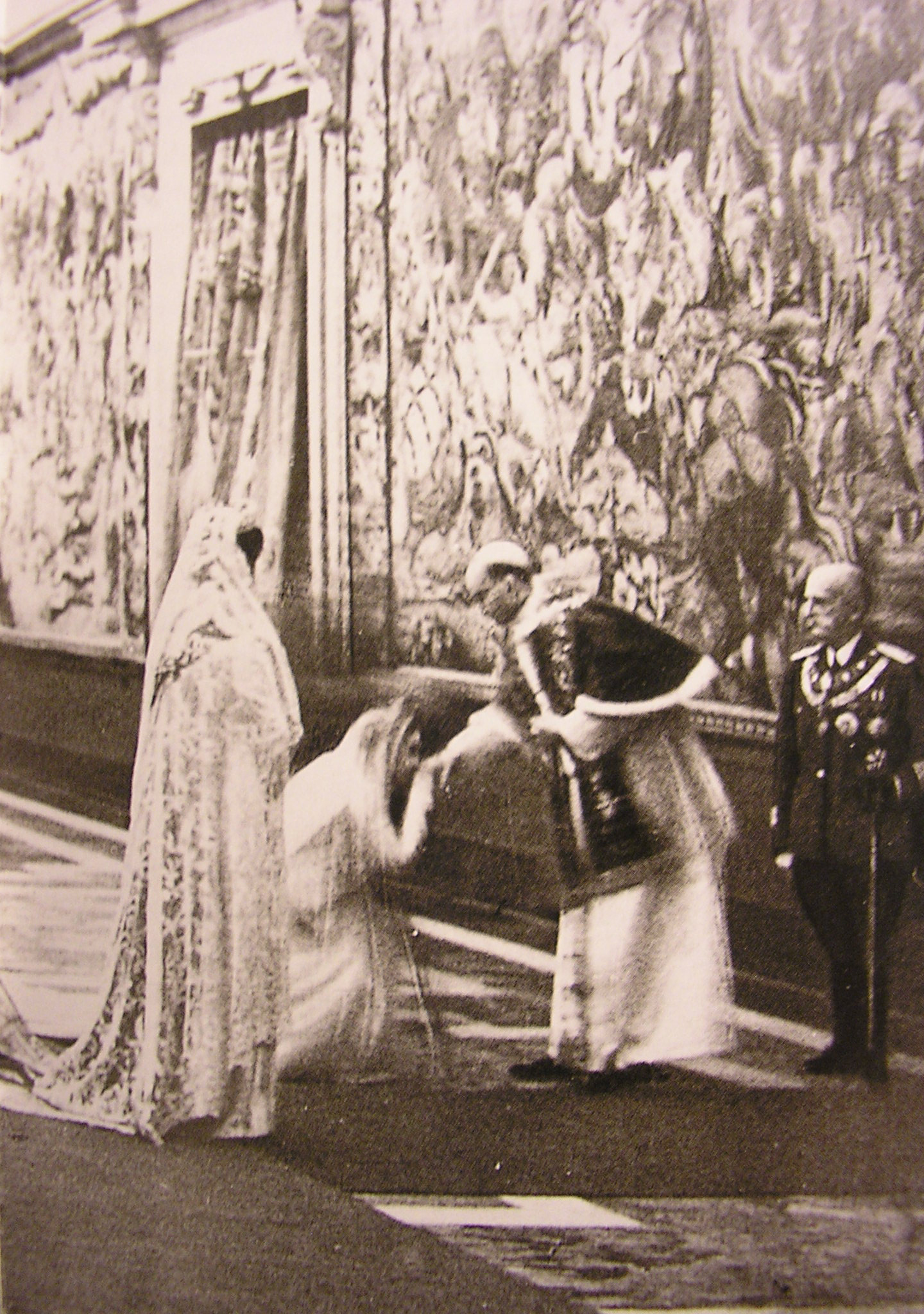
Italská královna Elena a korunní princezna Marie Josefa oblečeny v bílé na audienci u papeže Pia XII. (1939).

Jako privilegium bílé (francouzsky: Le privilège du blanc, italsky: il privilegio del bianco) se označuje privilegium vybraných katolických královen (a princezen) předstupovat před papeže v šatech bílé barvy, zatímco všechny ostatní ženy, (včetně panovnic) předstupují před papeže v dlouhých černých šatech s dlouhými rukávy.
Uplatnění privilegia obléci si v přítomnosti papeže šaty bílé barvy ovšem nemusí daná panovnice uplatnit a může stejně jako ostatní ženy obléci šaty černé barvy. Bílých šatů se neužívá vždy, ale jen při nejvýznamnějších příležitostech za účasti papeže např. inaugurační mše při nástupu papeže či oficiální audience.
Privilegium bílé se nevztahuje na všechny katolické panovnice, ale pouze na vybrané královny katolické víry, které mají za manžela katolického panovníka. Proto se toto privilegium nevztahuje např. na nizozemskou královnu Maximu, která je sice katolického vyznání, ale její manžel král Vilém-Alexandr je protestant. Podobně se privilegium nevztahuje na kněžnu z Lichtenštejnska, královnu Lesotha a do roku 2013 také na kněžnu monackou.

## Nositelky
V roce 2016 příslušelo privilegium bílé těmto ženám:
- španělská královna:
  - Sofie Řecká (od nástupu manžela v roce 1975)
  - Letizia Španělská (od nástupu manžela v roce 2014)
- belgická královna:
  - Paola Belgická (od nástupu manžela v roce 1993)
  - Mathilde Belgická (od nástupu manžela v roce 2013)
- italská královna:
  - post neobsazen
- italská princezna z královského (savojského) rodu:
  - Marina, princezna neapolská (manželka italského korunního prince Viktora Emanuela)
- lucemburská velkovévodkyně:
  - Maria Teresa Lucemburská (od nástupu manžela v roce 2000)
- kněžna monacká:
  - Charlene, kněžna monacká (uděleno Benediktem XVI. roku 2013)